# Mert Erdoğdu
Mert Erdoğdu (* 30. März 1979 in Istanbul) ist ein türkischer Schachspieler.
Die türkische Einzelmeisterschaft konnte er 2016 gewinnen. Er spielte bei fünf Schacholympiaden: 2000 (für die 2. Mannschaft), 2002, 2004, 2008 und 2010. Außerdem nahm er 2010 an der Mannschaftsweltmeisterschaft und viermal an der Europäischen Mannschaftsmeisterschaft (2003 bis 2009) teil.
| Die zur Anzeige dieser Grafik verwendete Erweiterung wurde dauerhaft deaktiviert. Wir arbeiten aktuell daran, diese und weitere betroffene Grafiken auf ein neues Format umzustellen. (Mehr dazu) |